# Stronnictwo Chrześcijańsko-Narodowe (1922–1925)
Stronnictwo Chrześcijańsko-Narodowe (SChN) – polska konserwatywna partia polityczna, istniejąca w latach 1922–1925.
Stronnictwo Chrześcijańsko-Narodowe było kontynuacją działalności politycznej partii Narodowo-Chrześcijańskie Stronnictwo Ludowe. Przekształcenie NChSL w SChN nastąpiło pod koniec 1922 roku. Stronnictwo Chrześcijańsko-Narodowe blisko współpracowało z Chrześcijańsko-Narodowym Stronnictwem Rolniczym, tworząc wspólny klub poselski w Sejmie I kadencji (Klub Chrześcijańsko-Narodowy). Ostatecznie 7 czerwca 1925 obie partie połączyły się, tworząc nowe Stronnictwo Chrześcijańsko-Narodowe.